# Stabenfeldt
Stabenfeldt är ett bokförlag som ingår i IMP-koncernen och har sitt huvudkontor i Malmö, Sverige. 
Stabenfeldt har bokklubbar för barn och unga i olika åldrar och med olika intressen. Penny & Friends lanserades 1990, då under namnet Pollux Hästbokklubb. GIRL:IT startades år 2000, och hette först Funtasie och därefter TL-klubben. Den nyaste klubben är fotbollsklubben Kickerz, som startades år 2006 under namnet Boing.